# 謝深山
謝深山（1939年2月10日—），中華民國政治人物，中國國民黨籍。曾任花蓮縣縣長、行政院秘書長、行政院勞工委員會主任委員、立法委員。

## 生平
謝深山畢業於花蓮高工，本為臺鐵工人，後加入台灣鐵路工會成為幹部，而謝因為突出表現被賞識，先後擔任增額立法委員、中華民國全國總工會理事長、行政院勞工委員會主任委員、行政院秘書長等職務。
謝在1997年被中國國民黨提名為臺北縣縣長候選人，最後以相差三萬票差距敗給了民主進步黨提名的蘇貞昌。2003年底，原花蓮縣縣長張福興因病在臺北市逝世，國親兩黨協調原籍花蓮的謝深山參選，並擊敗得親民黨基層支持參選的前縣長吳國棟及第四次參選花蓮縣公職的民主進步黨游盈隆而當選，後在2005年連任。
2009年花蓮縣縣長選舉，謝深山支持無黨籍的張志明，並未支持國民黨提名的杜麗華，選舉結果由無黨籍的傅崐萁當選。

## 選舉紀錄
| 年度 | 選舉屆數                     | 選舉區               | 所屬政黨   | 得票數  | 得票率 | 當選標記 | 備註 |
| ---- | ---------------------------- | -------------------- | ---------- | ------- | ------ | -------- | ---- |
| 1972 | 第一屆第一次增額立法委員選舉 | 工人團體選舉區       | 中國國民黨 | 69,804  | 37.25% |          |      |
| 1975 | 第一屆第二次增額立法委員選舉 | 工人團體選舉區       | 中國國民黨 | 173,142 | 68.00% |          |      |
| 1980 | 第一屆第三次增額立法委員選舉 | 工人團體選舉區       | 中國國民黨 | 91,246  | 26.78% |          |      |
| 1983 | 第一屆第四次增額立法委員選舉 | 工人團體選舉區       | 中國國民黨 | 78,031  | 24.12% |          |      |
| 1986 | 第一屆第五次增額立法委員選舉 | 工人團體選舉區       | 中國國民黨 | 103,130 | 26.57% |          |      |
| 1989 | 第一屆第六次增額立法委員選舉 | 工人團體選舉區       | 中國國民黨 | 118,990 | 24.57% |          |      |
| 1992 | 第二屆立法委員選舉           | 花蓮縣立法委員選舉區 | 中國國民黨 | 46,527  | 38.01% |          |      |
| 1997 | 第十三屆臺北縣縣長選舉       | 臺北縣               | 中國國民黨 | 543,516 | 38.67% |          |      |
| 2003 | 第十四屆花蓮縣縣長補選       | 花蓮縣               | 中國國民黨 | 73,710  | 51.36% |          |      |
| 2005 | 第十五屆花蓮縣縣長選舉       | 花蓮縣               | 中國國民黨 | 66,575  | 42.66% |          |      |

## 司法關說事件
2013年1月謝深山受前花蓮市代黃枝成妻子請託關說黃枝成交保一事，親自帶禮盒到負責承審案件的花蓮高分院法官賴淳良家中拜訪。關說當天，賴淳良故意出門避見，由賴淳良的妻子、花蓮地院法官陳淑媛接待但是退回禮盒，事後賴、陳兩法官各自向政風室報備登錄，司法院調查認為夫妻倆無疏失，並將過程刊登於司法院所屬的「司法周刊」在二月七日出版的第一六三二期刊物上，希望相關人員以此為鑑。

## 家庭
- 妻：簡淑女
- 子：謝政達，現為新北市副市長，曾任新北市政府勞工局局長、法律扶助基金會花蓮分會會長。在2024年中華民國總統選舉中，為中國國民黨候選人侯友宜重要幕僚，並任選辦副執行長。

## 外部連結
- 立法院（页面存档备份，存于）
- 司法院司法周刊電子報 第一六三二期（页面存档备份，存于）
- 謝深山送禮關說 法官悍拒 為民代說情 糗登《司法周刊》（页面存档备份，存于）
- 前花蓮市代黃枝成傷害案 法院證實：謝深山關說（页面存档备份，存于）

| 中華民國政府職務                   | 中華民國政府職務                                              | 中華民國政府職務 |
| ---------------------------------- | ------------------------------------------------------------- | ---------------- |
| 行政院                             |                                                               |                  |
| 前任： 趙守博                      | 行政院勞工委員會主任委員 第三任 1994年12月15日－1997年5月20日 | 繼任： 許介圭    |
| 前任： 張有惠                      | 行政院秘書長 第十九任 1999年1月27日－2000年5月20日            | 繼任： 魏啟林    |
| 花蓮縣政府                         |                                                               |                  |
| 前任： 范光群（代理） 正任：張福興 | 花蓮縣縣長 第十四、十五屆 2003年8月19日－2009年12月20日       | 繼任： 傅崐萁    |